# Rafael Grach
Rafael Davidovich Grach  (russe : Рафаэль Давидович Грач), né le 6 août 1932 et mort le 14 juin 1982, est un patineur de vitesse soviétique spécialiste du 500 m.
Il remporte aux Jeux olympiques d'hiver de 1956 à Cortina d'Ampezzo la médaille d'argent et aux Jeux de 1960 à Squaw Valley la médaille de bronze à chaque fois sur 500 mètres. 

## Palmarès
| Championnats    | Médaille d'or | Médaille d'argent | Médaille de bronze |
| Jeux olympiques |               | 1956 (500 m)      | 1960 (500 m)       |